# 侏儒小頜海龍
侏儒小頜海龍（学名：Micrognathus brevirostris pygmaeus），為輻鰭魚綱棘背魚目海龍科的其中一種，分布於印度太平洋區，包括印尼、澳洲、帛琉、關島、聖誕島、馬里亞納群島、馬紹爾群島、密克羅尼西亞、大溪地島等海域，棲息深度2-12公尺，體長可達6公分，棲息在海藻床，卵胎生。